# Tratado de Naivasha

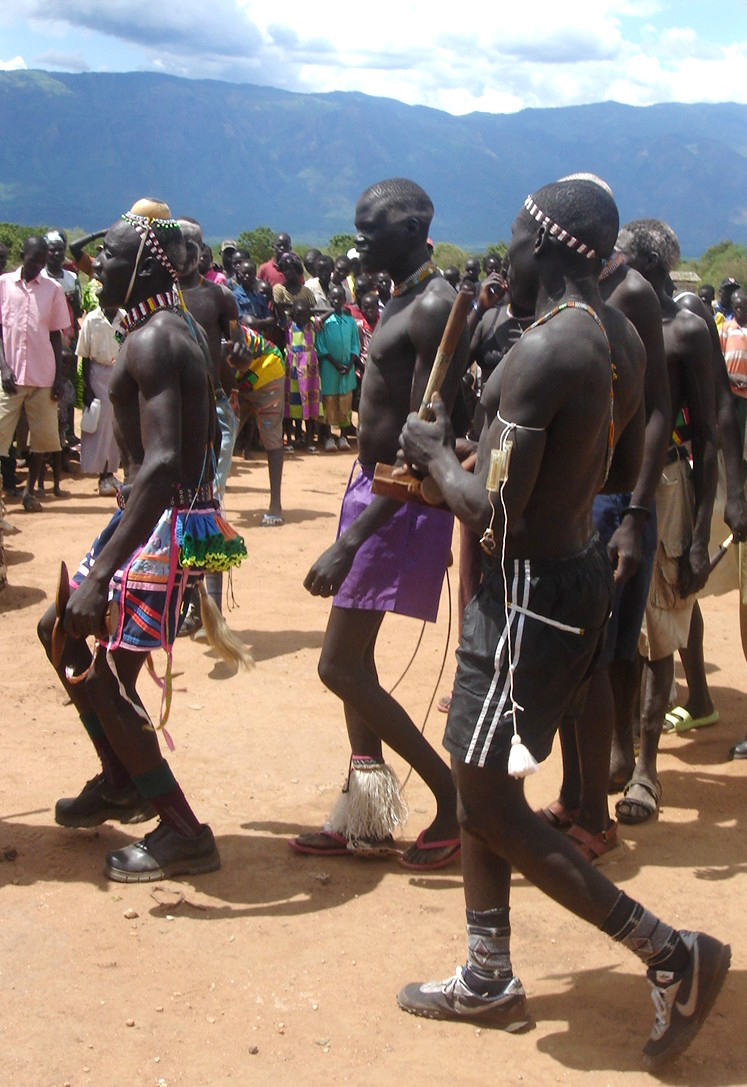
Dança da paz, em Kapoeta, em evento organizado em 2006, pela USAID, para divulgação do Tratado de Naivasha.

O Amplo Acordo de Paz (Comprehensive Peace Agreement em inglês), conhecido também por Tratado de Naivasha, foi um acordo de paz assinado pelo governo do Sudão e os rebeldes do sul em 9 de janeiro de 2005, em Nairóbi, Quênia, que colocou fim a segunda guerra civil sudanesa. Após quase três anos de negociação o acordo encerrou um conflito que durava mais de 21 anos e que provocou a morte de aproximadamente dois milhões de pessoas e deixou três milhões de refugiados e deslocados internos.
O acordo foi assinado pelo vice-presidente do Sudão, Ali Osman Taha, e o líder do Exército Popular de Libertação do Sudão (SPLA), John Garang. Na cerimônia oficial estiveram presentes diversos chefes de estado africanos além do secretário de Estado norte-americano, Colin Powell.
Ficou estabelecido no acordo:
- a formação de um governo interino no Sudão pelo Partido do Congresso Nacional (no poder) e pelo Movimento Popular de Libertação do Sudão (SPLM), com John Garang como primeiro vice-presidente;
- autonomia de seis anos a região sul (Sudão do Sul);
- referendo em 2011 (após o período de autonomia) com a possibilidade da população do sul optar pela independência;
- divisão dos lucros do petróleo entre as duas partes;
- anistia aos guerrilheiros do Exército Popular de Libertação do Sudão.

Em 11 de outubro de 2007, o SPLM desistiu de sua participação no governo da unidade nacional (GoNU), acusando o governo central de violação aos termos do acordo de paz. O SPLM alega que o governo de Cartum, dominado pelo Partido do Congresso Nacional, não retirou os mais de 15 000 soldados dos campos petrolíferos do sul e não implementou o protocolo de Abyei (demarcação da disputada região de Abyei, rica em petróleo).
O SPLM anunciou que retornará a participar do governo em 13 de dezembro de 2007, seguindo um acordo: A sede do governo alternará entre Juba e Cartum a cada três meses, o financiamento de um censo (essencial para o referendo) e uma agenda para retirada das tropas da fronteira entre o norte e o sul.
Em 8 de janeiro de 2008, as tropas do norte do Sudão finalmente deixam o Sudão do Sul.